# Іардан (цар)
Іардан (дав.-гр. Ἰάρδανος) — напівміфічний цар Лідії. Низка дослідників ототожнюють його з царем Танталом, сина Бротея.

## Життєпис
Син Ліда, царя Меонії. За Геродотом був батьком цариці Омфали, рабом якої був Геракл. За Страбоном Омфала була бабусею Іардана.
За міфами був чарівником, який своїми заклинаннями викликав у свого ворога — царя Кембла (Камбліта) — такий потужний голод, що той з'їв власну дружину. Це перегукується з міфом про Тантала, де той приготував власного сина, щоб боги поїли. Ймовірно в цей час на заході Малої Азії вирував такий тривалий і потужний голод, що він таким чином відбився у міфах. також за припущенням Кембла був співцарем Іардана, або в цей час держава ще не перейшла до одноосібної царської влади.
За міфами внаслідок втручання Агамемнона втратив владу або його повалив Агрон, нащадок Геракла і Омфали.